# پای طوف جلیل
پای طوف جلیل، روستایی از توابع بخش سورنا شهرستان رستم در استان فارس ایران است.این روستا شامل باغات زیبای انار از ایل جلیل می باشد.

## جمعیت
این روستای زیبا پای طوف جلیل در دهستان پشتکوه رستم قرار دارد و براساس سرشماری مرکز آمار ایران در سال ۱۳۸۵، جمعیت آن ۲۳ نفر (۴خانوار) بوده‌است.